# KAMAZ-6292
KAMAZ-6292 — российский низкопольный сочленённый электробус совместной разработки НЕФАЗ и КАМАЗ.

## Описание
Сочленённая модель электробуса особо большого класса на базе модели KAMAZ-6282. На выставке коммерческих автомобилей COMTRANS-2021 признан победителем в номинации «Автобусы большого класса». Электробус КАМАЗ-6292 стал первым из новой линейки автобусов особой большой вместимости («гармошек»), в которой на 2024 год эксплуатируются дизельный КАМАЗ-6299-40-5F и газовый КАМАЗ-6299-40-5Т.
Электробус оснащен двумя асинхронными электродвигателями, расположенными в электропортальном заднем мосту производства ZF. Максимальная скорость составляет 70 км/ч. Оснащён тремя маршрутоуказателями в передней, по правому борту и задней частях электробуса. Дополнительно (по заказу Москвы) устанавливается маршрутоуказатель-монитор с отображением оставшихся остановок в пути. Электробус трёхосный, задние колёса ведущие. Передняя подвеска независимая, пневматическая с системой электронного управления и функцией наклона корпуса. Средняя и задняя подвеска зависимая, пневматическая. Тормозная система механическая, дисковая, вспомогательное торможение сопряжено с электродвигателем и оснащено системой рекуперации энергии в ТАБ.
Электробус имеет четыре двери для посадки и высадки пассажиров. В салоне имеется 48 сидячих мест и две накопительные площадки (напротив второй и третьей двери). Сиденья антивандальные, пластиковые. В первой накопительной площадке предусмотрено место для инвалидов, на второй двери установлена откидная аппарель. Остекление электробуса тонированное, лобовое стекло панорамное, вклеенное. Водительское место регулируемое, пневматическое.

## Аккумуляторы
Электробус снабжается литий-титанатными аккумуляторами. Особенности аккумуляторов этого типа — очень большое количество циклов заряда-разряда (производитель заявляет 20000 циклов), возможность работы при низких температурах (до −30 °C), и возможность сверхбыстрой зарядки (вплоть до 10 минут). Ёмкость батареи составляет 80 кВт*ч, пробег на одной зарядке до 100 км. На конечных станциях установлены зарядные станции, на которых заряжаются электробусы (зарядка до 80 % занимает 20 минут).

## Эксплуатация
Был выпущен первый экземпляр электробуса KAMAZ-6292, показан на Московском автосалоне и отправлен на испытания в ГУП «Мосгортранс». Серийный выпуск электробуса планировалось начать с осени-зимы 2021 года по результатам испытаний опытного сочленённого электробуса, 29 мая 2025 года один из них начал эксплуатацию на маршруте е10, одновременно с его дизельным аналогом KAMAZ-6299-40-5F. Серийный выпуск сочленённых электробусов планировалось начать не раньше 2024 года, ибо в 2024 году значилась закупка сочленённых электробусов. В тестовом режиме 1 марта 2022 года перевёз более 15 тысяч пассажиров по московскому маршруту т34. Было принято решение о тестировании KAMAZ-6292 до конца июля 2022 года на московском маршруте м2. После завершения испытаний электробус вернулся на завод.